# Szamir Sáker
Szamir Sáker (arabul: سمير شاكر; Bagdad, 1958. február 28. –) iraki válogatott labdarúgó, középhátvéd, aki részt vett az 1986-os labdarúgó-világbajnokságon és az 1988-as olimpián. Az iraki klubok közül az Al-Jaish, a Salahaddin FC csapataiban játszott, de a legeredményesebb időszaka akkor volt, amikor az Al-Rasheed együtteséhez került. 1987 és 1988 között a bangladesi Abahani Limited Dhakát erősítette. A labdarúgókarrierje befejezése után Banglades legsikeresebb edzője lett.

## Pályafutása

### Klubcsapatokban
Az 1980-as évek egyik legjobb iraki játékosának tartották, középhátvéd poszton rendkívül határozottan és megbízhatóan játszott. Pályafutását az Al-Jaish csapatánál kezdte, mielőtt a tikriti Salahaddin SC-hez igazolt, ahol 1983-ban az együttes csapatkapitánya lett. A későbbiekben úgy gondolta, hogy ha Bagdadban játszik, akkor nagyobb esélye lesz a válogatottba kerülni, így a csapattársával, Anad Abiddal csatlakozott a sztárcsapathoz, a fővárosi székhelyű Al-Rasheedhez. Az együttest 4 bajnoki címhez, 2 kupagyőzelemhez és a rekordnak számító 3. arab Championships győzelemhez segítette.
1986-ban a tunéziai arab klubbajnokságon Szamir győztes gólt lőtt a tunéziai Esperance elleni találkozón, ezzel segítette Al Rasheedet a második arab bajnoki címéhez.
1987-ben Sáker csapattársával, Karim Allawival együtt csatlakozott a bangladesi Abahani Limited Dhaka klubhoz. Egy évet töltött a klubnál, de rövid tartózkodása alatt nem sikerült bajnoki címet nyernie. 1990-ben vonult vissza az aktív játéktól.

### A válogatottban
1982 és 1989 között játszott az iraki válogatottban. A nemzeti csapat tagjaként az első nagy tornája az 1982-es Perzsa-öböl-kupa volt.
Az 1986-os labdarúgó-világbajnokságon az első két találkozón lépett pályára. A Belgium elleni mérkőzésen durván megsértette (leköpte a vezetőbírót) a játékvezetőt. Ennek következtében sárga lapot kapott. Később azonban 1 év eltiltással is megbüntették, és úgy a válogatott vezetői úgy döntöttek, hogy nem hívják meg többé a válogatottba. Legközelebb azonban mégis újra játszhatott: az 1988-as olimpián 1 meccsen lépett pályára.

### Edzőként
A bangladesi futball történetének egyik legsikeresebb edzője lett, miután az 1999-es Dél-ázsiai Labdarúgó-szövetségi bajnokságban ezüstéremig vezette a válogatottat, és ugyanabban az évben a Katmanduban megrendezett Dél-ázsiai játékok címét is megszerezték. Edzője volt korábbi klubjának, az Abahani Limited Dhakának, majd a rivális Mohammedan Sporting Club of Bangladesnek is.

## Sikerei, díjai

### Klubcsapatokkal
- Iraki bajnok (4): 1982–83, 1986–87, 1987–88, 1988–88
- Iraki kupagyőztes (2): 1986–87, 1987–88
- A Pánarab Játékok győztese (1): 1985

### A válogatottal
- Arab nemzetek kupája győztes (1): 1988

### Edzőként
- Dél-ázsiai játékok győztese (1): 1999

## Fordítás
- Ez a szócikk részben vagy egészben  a   Samir Shaker című angol Wikipédia-szócikk ezen változatának fordításán alapul.  Az eredeti cikk szerkesztőit annak laptörténete sorolja fel. Ez a jelzés csupán a megfogalmazás eredetét és a szerzői jogokat jelzi, nem szolgál a cikkben szereplő információk forrásmegjelöléseként.